# Gafarró de carpó groc
El gafarró de carpó groc (Crithagra xanthopygia) és un ocell de la família dels fringíl·lids (Fringillidae).

## Hàbitat i distribució
Habita zones obertes àrides, arbres dispersos i sabanes al nord, oest i centre d'Etiòpia i Eritrea.